# Relações entre Afeganistão e Reino Unido
As relações entre Afeganistão e Reino Unido referem-se às relações bilaterais entre a República Islâmica do Afeganistão e o Reino Unido da Grã-Bretanha e da Irlanda do Norte. Existe uma embaixada afegã em Londres desde 1922,  embora não houvesse nenhum embaixador afegão credenciado de 1981 a 2001.

## Histórico
O interesse britânico no Afeganistão envolveu a proteção da Índia britânica, especialmente da Rússia - numa disputa chamada de Grande Jogo no final do século XIX. Uma série de Guerras Anglo-Afegãs entre 1839 e 1919 formaram historicamente o contexto para as relações entre o Afeganistão e o Reino Unido. Depois de quase um século de influência anglo-indiana no Afeganistão, o Estado foi declarado independente em 1919. O Reino Unido não contribuiu nem ativamente se opôs à Revolução de Saur liderada pelos comunistas, opôs-se à invasão soviética do Afeganistão de 1979 e não teve envolvimento na guerra civil que se seguiu à retirada soviética em 1989.
Em 2001-2014, as forças de combate britânicas serviram com a OTAN no Afeganistão. Sua principal base foi em Camp Bastion, na província de  Helmand, no sul.